# Incisencyrtus secus
Incisencyrtus secus är en stekelart som beskrevs av Prinsloo 1988. Incisencyrtus secus ingår i släktet Incisencyrtus och familjen sköldlussteklar.
Artens utbredningsområde är Madagaskar. Inga underarter finns listade i Catalogue of Life.